# Holger Roed
Holger Peter Roed (2 novembre 1846 - 20 février 1874), est un peintre danois, né à Copenhague du peintre Jørgen Roed et de sa femme Emilie Mathilde. Il avait devant lui une carrière artistique prometteuse lorsqu'il meurt à l'âge de 27 ans.

## Biographie
Il est l'un des deux enfants, avec Helena, dans la maison artistique animée et cultivée de Roed. Il commence sa formation à l'Académie royale danoise des arts en 1861, remporte le petit médaillon d'argent en 1864 et obtient son diplôme en 1866. Il reçoit le petit médaillon d'or en 1868 pour Den fortabte Søn (« Le fils prodigue ») et le grand médaillon d'or en 1870 pour Optrin af Syndfloden (« Une scène du grand déluge »), tous deux dans la collection de l'Académie.
Il reçoit une bourse de voyage de l'Académie qui lui permet de voyager en 1870-1872 en Italie (Rome et Naples). Vers la fin de sa tournée en Italie, il tombe malade et rentre chez lui. Il tente de renforcer sa santé par un séjour à la campagne, mais meurt le 20 février 1874 dans le domaine d'Iselingen près de Vordingborg d'une inflammation abdominale.
En plus de ses études, il réussit à exposer Udsigt fra Knippelsbro (« Une vue du pont Knippelsbro ») et Portræt af en ung Musiker (« Portrait d'un jeune musicien ») au cours de sa courte vie. Un tableau inachevé, Et Jagtparti (« Une scène de chasse »), est achevé par son père.